# GO Transit

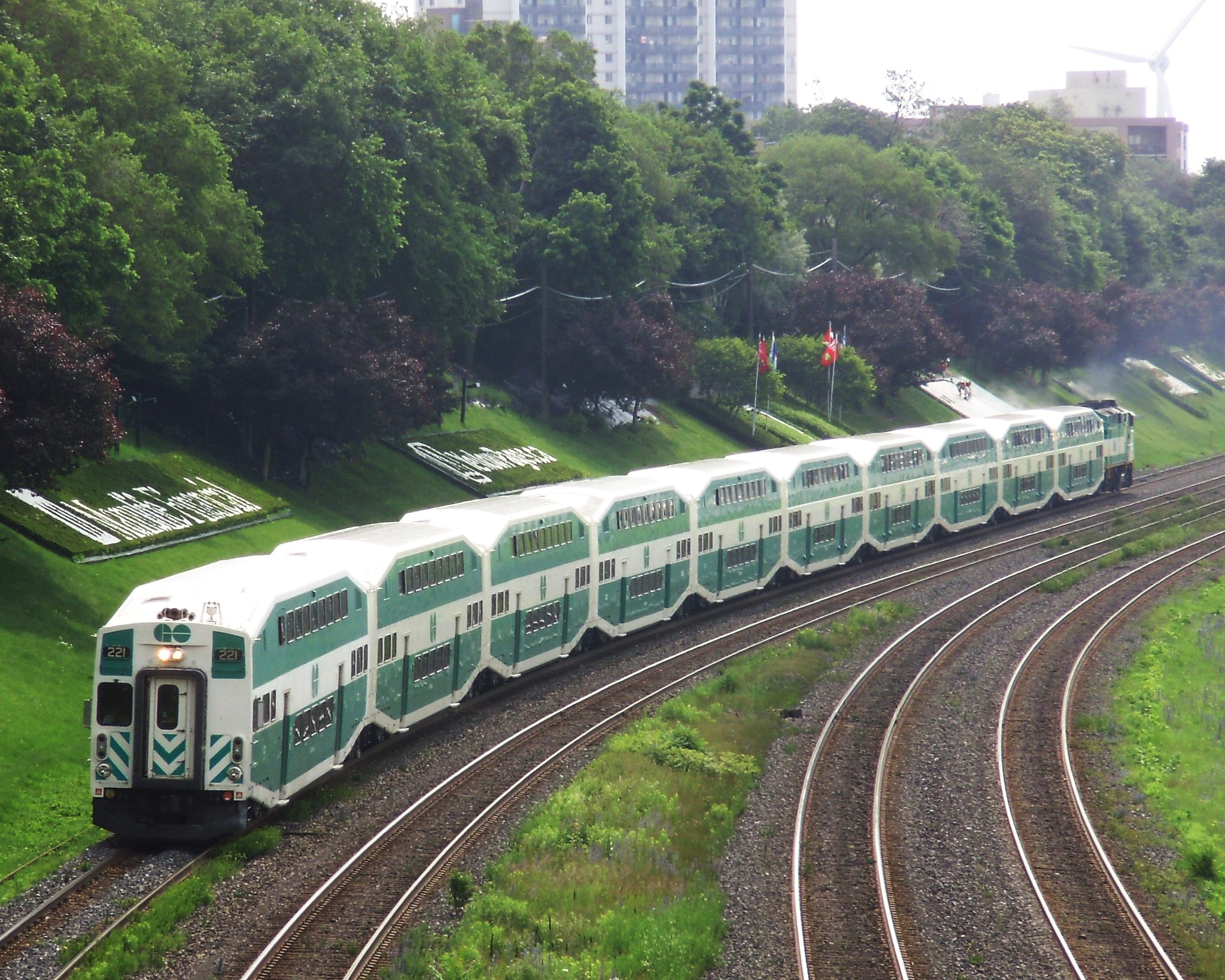
Pociąg „Go Transit” z charakterystycznymi dwupiętrowymi wagonami

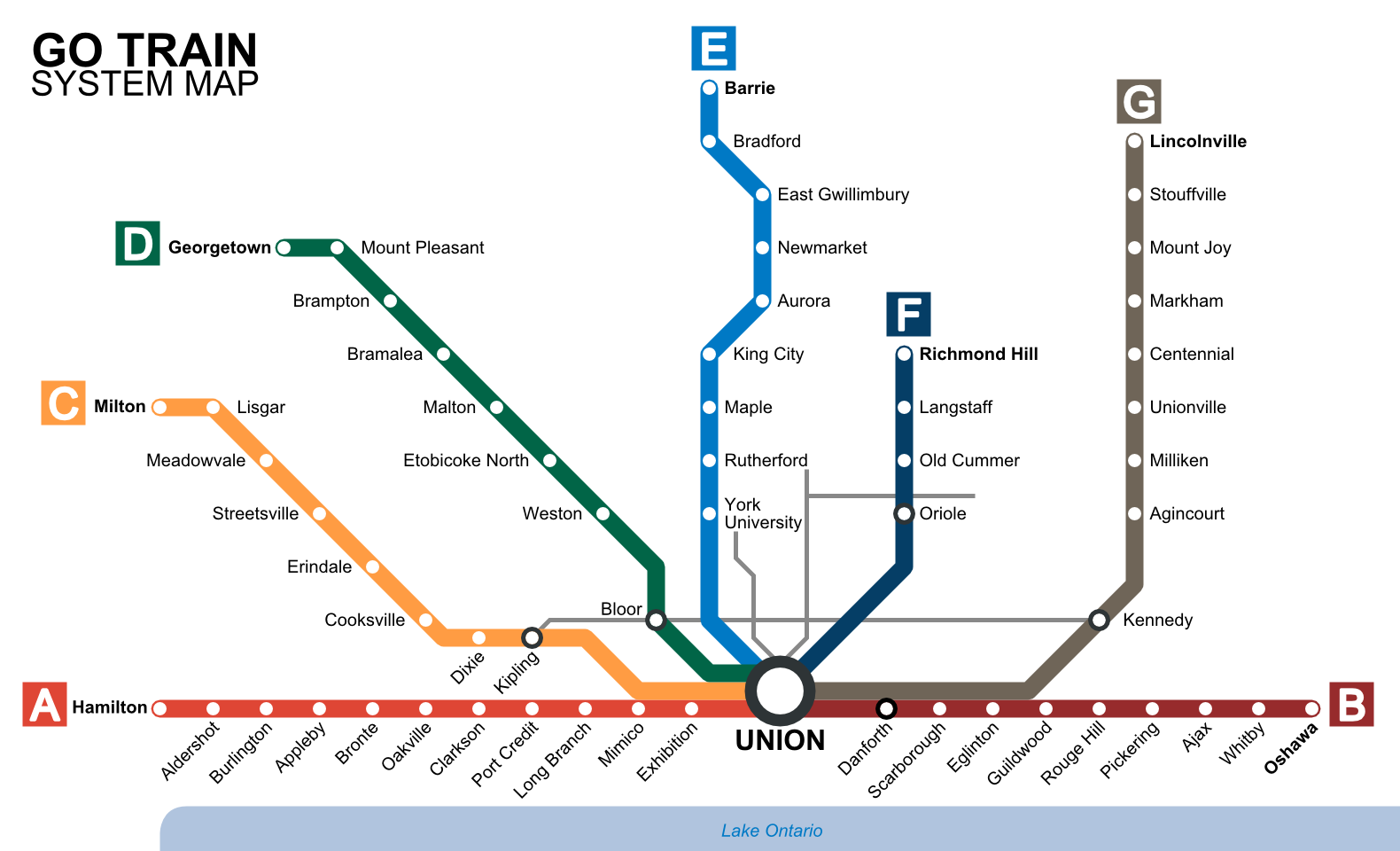
Linie kolejowe systemu GO Transit

GO Transit – system transportu zbiorowego w Kanadzie, który obsługuje Toronto i otaczające miasta. System składa się z pociągów podmiejskich i linii autobusowych. Głównym zadaniem systemu jest dowóz pracowników z otaczających satelitarnych miast do stacji w Toronto, które są połączone z właściwym system transportu miejskiego miasta Toronto, TTC.
System obsługuje 7 tras kolejowych (o łącznej długości 390 km) i 59 stacji. Wszystkie linie mają początek w centrum Toronto na stacji Union. Na większości tras pociągi kursują tylko w godzinach szczytu (czyli rano w kierunku Toronto i wieczorem w kierunku przeciwnym). Poza godzinami szczytu połączenia te są obsługiwane przez autobusy. W dni pracy system obsługuje każdego dnia 185 pociągów (180 tys. pasażerów) i 2045 kursów autobusowych (37 tys. pasażerów). Przewozi około 55 mln pasażerów rocznie.
System istnieje od 1967 r. Jest spółką kontrolowaną przez rząd prowincji Ontario. „GO Transit” ma własne wagony i lokomotywy, natomiast tory kolejowe, których używa, należą do prywatnych przedsiębiorstw Canadian National i Canadian Pacific.